# オグデンフィップスステークス
オグデンフィップスステークス（Ogden Phipps Stakes）は、アメリカ合衆国のベルモントパーク競馬場にて、毎年6月に開催される競馬の競走である。

## 概要
グレード制ではGIに類される。ダート8.5ハロンで施行され、出走条件は4歳以上牝馬。東海岸を中心とした有力古馬牝馬が集まるレースである。

## 沿革
1961年に創設するも1962～1969年は実施されず、1970年以降は毎年行われている。
1961年大会（第1回大会）～2001年大会までは「ヘムステッドハンデキャップ」、2002年大会より「オグデンフィップスハンデキャップ」。

## 近年の勝ち馬
- 2025年 Dorth Vader
- 2024年 Randomized
- 2023年 Clairiere
- 2022年 Clairiere
- 2021年 Letruska
- 2020年 She's a Julie
- 2019年 Midnight Bisou
- 2018年 Abel Tasman
- 2017年 Songbird
- 2016年 Cavorting
- 2015年 Wedding Toast
- 2014年 Close Hatches
- 2013年 Tiz Miz Sue
- 2012年 It's Tricky
- 2011年 Awesome Maria
- 2010年 Life at Ten
- 2009年 Seattle Smooth
- 2008年 Ginger Punch
- 2007年 Take D' Tour
- 2006年 Take D' Tour
- 2005年 Ashado
- 2004年 Sightseek
- 2003年 Sightseek
- 2002年 Raging Fever

### レース結果の出典
- Equibase
- 1991,1992,,1993,1994,1995,1996,1997,1998,1999,2000
- 2000,2001,,2002,2003,2004,2005,2006,2007,2008,2009
- 2010,2011,,2012,2013,2014,2015,2016,2017,2018
- オグデンフィップスステークス歴代勝ち馬–equibase